# 1932년 동계 올림픽 크로스컨트리
1932년 동계 올림픽의 크로스컨트리는 1932년 2월 10일부터 2월 13일까지 미국 레이크플래시드에서 경기가 진행됐다. 이번 해 18km는 실제 19.7km로 경기가 진행되었다.

## 참가 국가
11개국에서 온 58명의 선수들이 대회에 참가하였다.
| - 노르웨이 - 미국 - 스웨덴 - 오스트리아 - 이탈리아 - 일본 |  | - 체코슬로바키아 - 캐나다 - 폴란드 - 프랑스 - 핀란드 |

## 메달 집계

### 최종 순위
| 순위 | 국가     | 금메달 | 은메달 | 동메달 | 합계 |
| ---- | -------- | ------ | ------ | ------ | ---- |
| 1    | 핀란드   | 1      | 1      | 1      | 3    |
| 2    | 스웨덴   | 1      | 1      | 0      | 2    |
| 3    | 노르웨이 | 0      | 0      | 1      | 1    |
| 합계 | 합계     | 2      | 2      | 2      | 6    |

### 메달리스트
| 종목         | 금                         | 은                       | 동                               |
| ------------ | -------------------------- | ------------------------ | -------------------------------- |
| 18 km 자세히 | 스벤 우테르스트룀 · 스웨덴 | 악셀 위크스트룀 · 스웨덴 | 벨리 세리넨 · 핀란드             |
| 50 km 자세히 | 벨리 세리넨 · 핀란드       | 베리뇌 리카넨 · 핀란드   | 아르네 루스타드스투엔 · 노르웨이 |

## 참조
- (영어) IOC 데이터베이스